# 1864 en arts plastiques
| Années des arts plastiques : 1861 - 1862 - 1863 - 1864 - 1865 - 1866 - 1867    |
| Décennies des arts plastiques : 1830 - 1840 - 1850 - 1860 - 1870 - 1880 - 1890 |

Cette page concerne l'année 1864 en arts plastiques.

## Œuvres

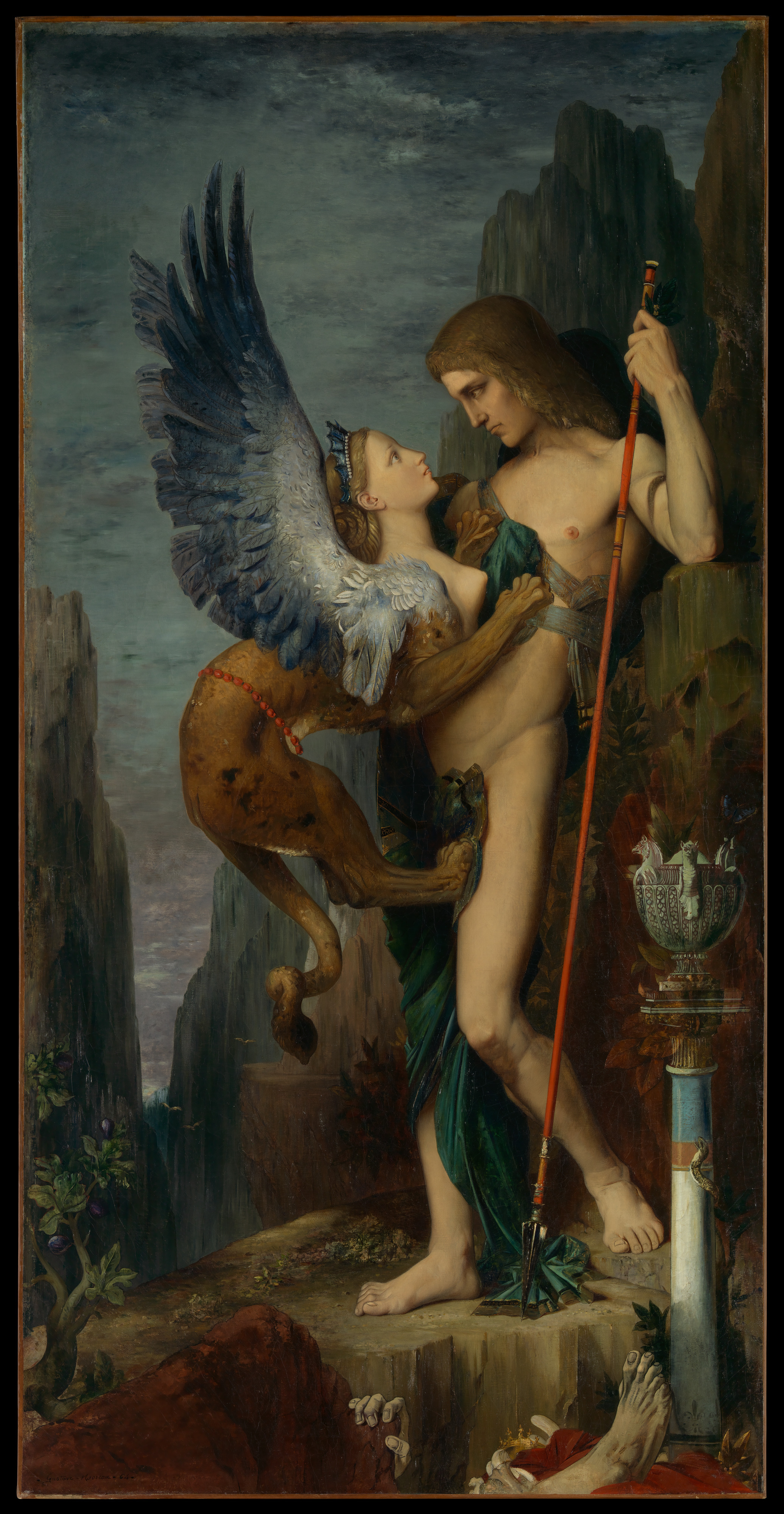
Œdipe et le Sphinx de Gustave Moreau.

- Le Christ mort et les anges : peinture à l'huile d'Édouard Manet.

## Naissances
- 1er janvier :
  - Anastas Bocarić, peintre dalmate puis yougoslave († 17 avril 1944),
  - Qi Baishi, peintre chinois († 16 septembre 1957),
- 3 janvier : Jan van der Linde, peintre néerlandais († 8 mars 1945),
- 8 janvier : Henri Gaston Darien, peintre français († 7 janvier 1926),
- 13 janvier : Hanna Hirsch-Pauli, peintre suédoise († 29 décembre 1940),
- 30 janvier : Jeanne Donnadieu, peintre française († 11 mai 1941),
- 13 février : Jean Veber, dessinateur de presse et peintre français († 28 novembre 1928),
- 16 février : Georges Tardif, peintre français († 26 décembre 1932),
- 17 février : Jozef Murgaš, inventeur, peintre, homme politique, collectionneur et prêtre catholique serbe et américain († 11 mai 1929),
- 18 février : Claude Firmin, peintre français († 8 décembre 1944),
- 28 février : Nikolaï Mechtcherine, peintre russe († 22 octobre 1916),
- 29 février :
  - René Veillon, peintre français († 18 avril 1920),
  - Adolf Wölfli, artiste suisse d'art brut († 6 novembre 1930),
- 2 mars : Victor Charreton, peintre français († 26 novembre 1936),
- 11 mars : Henri Rivière, peintre, graveur et lithographe français († 24 août 1951),
- 13 mars : Alexi von Jawlensky, peintre russe († 15 mars 1941),
- 19 mars : Alberto Pisa, peintre italien († 15 juillet 1936),
- 2 avril : Veloso Salgado, peintre portugais († 22 juillet 1945),
- 10 avril : Guido Sigriste, peintre suisse († 14 mars 1915),
- 12 avril : Constantin Ganesco, peintre et sculpteur roumain († 21 février 1951),
- 22 avril : François Joseph Vernay, peintre impressionniste suisse († 26 janvier 1950),
- 27 avril : Paul Buffet, peintre, illustrateur et prêtre français († 1941),
- 29 avril : Léon Henri Ruffe, peintre et graveur français († 31 août 1951),
- 4 mai : Joseph Meissonnier, peintre français († 4 novembre 1943),
- 6 mai : Abel-Dominique Boyé, peintre français († 1934),
- 12 mai : Victor Billiard, peintre français († 13 décembre 1952),
- 16 mai : Robert Noir,  peintre, illustrateur et aquarelliste français († 13 mai 1931),
- 18 mai : Jan Veth, peintre, graveur, poète, critique d'art, professeur d'histoire de l'art et d'esthétique néerlandais († 1er juillet 1925),
- 22 mai :
  - Édouard Delduc, graveur sur bois, peintre et céramiste français († 14 juin 1940),
  - Willy Stöwer, peintre allemand († 31 mai 1931),
- 1er juin : Gustav van Treeck, peintre-verrier allemand († 12 janvier 1930),
- 14 juin : Georges Chénard-Huché, peintre et compositeur français († 5 septembre 1937),
- 16 juin : Sergueï Ivanov, peintre et graphiste russe († 16 août 1910),
- 21 juin : Eduard Frankfort, peintre néerlandais († 19 août 1920),
- ? juin : Charles Louis Eugène Assezat de Bouteyre, peintre français († 1942),
- 3 juillet : Eugène Trigoulet, peintre, dessinateur et graveur français († juin 1910),
- 29 juillet : Émile Daumont-Tournel, architecte, peintre verrier et artiste décorateur français († 17 mai 1935),
- 6 août :
  - Hermann Delpech, peintre français († 1945),
  - Jules Flour, peintre français, membre du Groupe des Treize († 10 février 1921),
- 8 août : Berthe Mouchel, peintre française († 6 août 1951),
- 15 août : Paul Cornoyer, peintre impressionniste américain († 17 juin 1923),
- 29 août : Louis Hayet, peintre post-impressionniste français († 27 décembre 1940),
- 14 septembre :
  - Julien Féron, peintre français († 6 février 1944),
  - Ernest Marché, peintre paysagiste et conservateur de musée français († 18 mai 1932),
- 20 septembre : Louis Chassevent, écrivain, peintre et critique d'art français († 1935),
- 21 septembre : Henriette Daux, peintre, pastelliste et auteure française († 8 juin 1953),
- 25 septembre : Eugène Lomont, peintre français († 12 janvier 1938),
- 1er octobre : Marie Baudet, peintre française († 6 avril 1917),
- 6 octobre : Henri-Charles Daudin, peintre français († 10 janvier 1917),
- 11 octobre : Ludovic Vallée, peintre pointilliste français († 16 septembre 1939),
- 5 novembre : Margaret MacDonald Mackintosh, peintre britannique († 10 janvier 1933),
- 9 novembre : Paul Sérusier, peintre français († 7 octobre 1927),
- 11 novembre : Camille Gabriel Schlumberger, peintre et décorateur français († 1958),
- 14 novembre : William Didier-Pouget, peintre français († 12 septembre 1959),
- 24 novembre :
  - Raymond Sabouraud, médecin, peintre et sculpteur français († 4 février 1938),
  - Henri de Toulouse-Lautrec, peintre français († 9 septembre 1901),
- 29 novembre : Auguste Ramel, peintre français († 9 décembre 1942),
- 3 décembre :
  - Anna Boberg, artiste et peintre suédoise († 27 janvier 1935),
  - Giuseppe Ferdinando Piana, peintre italien († 29 avril 1956),
- 8 décembre : Camille Claudel, sculpteur français († 19 octobre 1943),
- 10 décembre : Eugène Delâtre, graveur, peintre, aquarelliste et imprimeur français († 24 septembre 1938),
- 17 décembre : François-Maurice Lard, peintre et pastelliste français († 26 novembre 1908),
- 20 décembre : Takeuchi Seihō, peintre japonais du genre nihonga († 23 août 1942),
- 27 décembre : Hermann-Paul, peintre et illustrateur français († 23 juin 1940),
- 31 décembre : Hans am Ende, peintre allemand († 9 juillet 1918),
- ? :
  - William Gerard Barry, peintre irlandais († 9 septembre 1941),
  - Arsène Chabanian, peintre français d'origine arménienne († avril 1949),
  - Céline Deldebat de Gonzalva, peintre française († 1950),
  - Hjalmar Ganson, peintre russe puis soviétique d'origine suédoise († ?),
  - Enrico Ravetta, peintre italien († 1939),
  - Ludovic Vallée, peintre pointilliste français († 1939).

## Décès
- 4 février : Louis-Félix Amiel, peintre français (° 3 mars 1802),
- 16 février :  Auguste Adrien Edmond de Goddes de Varennes, peintre et écrivain français (° 24 mars 1801),
- 2 mars : Jean Alaux, peintre français (° 15 janvier 1786),
- 17 mars : Alexandre Calame, peintre suisse (° 28 mai 1810),
- 23 mars : Antoine Rivoulon, peintre d'histoire français (° 16 février 1810),
- 11 mai : Julien-Léopold Lobin, maître verrier français (° 8 février 1814),
- 4 août :  Jean Joseph Vaudechamp, peintre français (° 20 décembre 1790),
- 7 août : Janez Puhar, prêtre, photographe, poète et peintre slovène alors dans l'empire d'Autriche (° 26 août 1814),
- 30 août : Joseph-Constant Ménissier, peintre religieux français (° 24 mars 1808),
- 1er novembre : Achille Désiré Lefèvre, graveur français (° 1798),
- 15 novembre : Abel Dimier, sculpteur français (° 14 septembre 1794),
- 24 novembre : Eugénie Delaporte, artiste peintre française (° vers 1775).
- 4 décembre : Espérance Langlois, peintre et graveuse française (° 19 octobre 1805),
- ? :
  - Raffaele Carelli, peintre italien (° 25 septembre 1795),
  - Carlo Restallino, peintre et graveur italien (° 1776).